# Wiki-Prinzip
Das Wiki-Prinzip bezeichnet funktionale und psychosoziale Merkmale, die beim Einsatz von Wiki-Software charakteristisch sind. Kennzeichnend für das Wiki-Prinzip ist ein Mehrwert gegenüber der reinen Funktion der Wiki-Software. Dieser Mehrwert entsteht durch die gegenseitige Beeinflussung von Inhalt und Kommunikation (Stigmergie). Damit erfüllt das Wiki-Prinzip alle wesentlichen Merkmale einer Kulturtechnik.

## Software
Typische Wiki-Software besteht im Wesentlichen aus den Möglichkeiten zu editieren, zu speichern und zu verlinken. Diese Änderungen können auch von Benutzern ohne Administratorrechte durchgeführt werden, was Wikis damit von den meisten Inhalten im Internet unterscheidet. Aufgrund der engen Verbindung mit der Open-Source-Bewegung ist die meiste Wiki-Software quelloffen.
Weitere Kennzeichen sind die unkomplizierte, nicht hierarchische Seitenstruktur und eine einfache Navigation. Hierbei sind alle Versionen eines Artikels sowie die parallel laufende Diskussion gespeichert, sodass die Entstehungsgeschichte eines Artikels rückverfolgbar bleibt.
Es werden fünf funktionale Prinzipien unterschieden, die an die Wiki-Software als Werkzeug geknüpft sind:
1. Ohne Notwendigkeit zusätzlicher Software ist es möglich, mit Hilfe eines Browsers schnell und einfach zu editieren.
2. Seiten können untereinander über einfache sogenannte Wiki-Links verknüpft werden.
3. Es gibt keine hierarchische Hypertextstruktur: Einzelne Seiten sind nicht linear miteinander verknüpft, sondern über Querverweise.
4. Textänderungen (Versionierung und Aktualität) werden protokolliert. Die Historie eines Textes kann aufgerufen werden.
5. Der Fokus liegt auf dem kollaborativen Produkt. Die Texte können von unterschiedlichen Bearbeitern bearbeitet werden.

## Merkmale
Durch die Eigenschaft, Inhalte unkompliziert ändern zu können, entstehen zahlreiche Möglichkeiten gemeinsamer Arbeit (kollaboratives Schreiben) – die Gesamtheit dieser Möglichkeiten wird als „Wiki-Prinzip“ bezeichnet.
Zum Wiki-Prinzip gehört das freiwillige und unentgeltliche Schreiben bzw. Korrigieren sowie die Möglichkeit, alle Arbeiten anonym bzw. mit einem selbst gewählten Pseudonym durchführen zu können. Diese grundlegende Eigenschaft – jeder Leser bekommt die Möglichkeit, anonym auch als Autor oder Ko-Autor bzw. Korrektor zu fungieren – bietet dem einzelnen Nutzer die Selbstbestimmung über die erstellten Inhalte und ergibt gleichzeitig den oben angegebenen „Mehrwert“.
Durch diese individuelle Selbstbestimmung (für den Einzelnen) entsteht für eine Gruppe von Wikinutzern automatisch eine Heterogenität der Inhalte. Wird diese Heterogenität durch die Nutzergruppe selbst reguliert, spricht man von einem selbstgesteuerten Wiki.
Besitzt ein Wiki nur eine kleine Nutzergruppe, kann die Heterogenität weitestgehend verhindert werden. Zur Verringerung der Heterogenität (bei kleinen Nutzergruppen) muss eine starre Struktur für die Ablage von Inhalten festgelegt werden. Bei dieser Art der Inhaltserstellung spricht man von einem fremdgesteuerten Wiki.
Ein typisches Merkmal für das Wiki-Prinzip ist Stigmergie (Konzept bzw. Beschreibung, wie Kommunikation in einem dezentral organisierten System in natürlicher Weise zur Koordinierung führt). Die individuellen Nutzer eines Wikis kommunizieren nicht unmittelbar, sondern nur indirekt miteinander, indem sie die Wikiinhalte verändern. Das gemeinsam Erstellte wird gleichsam zur allgemeinen Anleitung dafür, wie mit dessen Erstellung fortzufahren ist. Stigmergie lässt sich mit einem Termitenhügel vergleichen: Ein Individuum hinterlässt den Keim zu einer Idee (zum Beispiel den Beginn eines Artikels in Wikipedia), der wiederum andere Benutzer anzieht. Aufbauend auf einem unscheinbaren Beginn wird so allmählich das anfängliche Konzept zu einer komplexen Struktur miteinander verknüpfter Inhalte fortentwickelt, ohne dass zwingendermaßen direkter Kontakt zwischen den Bearbeitern stattfinden muss, d. h. Komplexität kann auch durch indirekte Koordination oder indirekte Kollaboration entstehen.

„Einer weiß viel, zwei wissen mehr und alle wissen alles. Wikipedia nennt dies das Wiki-Prinzip.“

Die Inhalte eines selbstgesteuerten Wikis entstehen durch die individuellen Beiträge der Nutzer. Durch die Möglichkeiten, die Inhalte gegenseitig ändern zu können, entsteht eine Eigendynamik bei der Inhaltserstellung. Die neuen Inhalte unterscheiden sich immer von dem Inhalt jedes einzelnen Nutzers. Hierbei entsteht eine Konkurrenzsituation.
Je nach Umgang (der Wikinutzer) mit dieser Situation kann diese Konkurrenz konstruktiv oder destruktiv wirken.
Die Inhalte selbstgesteuerter Wikis sind immer dynamische Inhalte, denn sie verändern sich ständig. Diese Dynamik bietet Vorteile (beispielsweise Aktualität), aber auch Nachteile (beispielsweise Vandalismus). Eine Bewertung der Inhalte muss diese Dynamik berücksichtigen.
Die „Weisheit der Vielen“ begünstigt eine hohe Qualität der Inhalte (eines Wikis), aber nur unter bestimmten Rahmenbedingungen wie:
- eindeutige Regeln für die Inhaltserstellung;
- differenzierte Machtstruktur zum Schutz der Inhalte;
- Sicherung der Diversität.